# Akouédo
Akouédo est un village de Côte d'Ivoire, intégré à la commune de Cocody, qui elle‑même fait partie de l'agglomération d'Abidjan.

## Histoire
En septembre 2006, le Probo Koala décharge ses déchets toxiques dans la décharge d'Akouédo.
Deux camps militaires, situés à proximité immédiate du village et portant son nom, sont à deux reprises la cible d'attaques armées en 2012 et 2014.